# Біджа

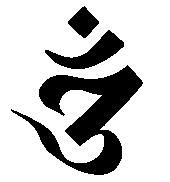
Ом біджа в езотеричному буддизмі

В індуїзмі та буддизмі санскритський термін Біджа (बीज) (яп.種子 shuji) (кит. 种子 zhǒng zǐ), дослівно — насіння, використовується як метафора походження або причини речей і споріднене з бінду.

## Буддійська теорія кармічного насіння
Різні школи буддійської вважають, що кармічні наслідки виникли з насіння, які були приховані в розумовому потоці або психофізичному континуумі людини. Руперт Гетін описує цю теорію так:
Коли я роблю дію, мотивовану жадібністю, це закладає «насіння» в серії дхарм [феноменів], яким є мій розум. Таке зерно не є річчю в собі — дхармою, а просто модифікацією або «парфумуванням» наступного потоку дхарм, що є наслідком дії. З часом ця модифікація дозріває і дає певний результат, подібно до того, як насіння дає свій плід не відразу, а лише після «модифікації» пагона, стебла, листя та квітки.
Школа Саутрантики дотримувалася такої теорії, як Махасамгіки та ранні Махасісаки. Саутрантика Стхавіра Шрілата дотримувався концепції «допоміжного елемента» (анудхату або пурванудхату), яка також відповідає цій теорії насіння. Теорію насіння захищав буддійський філософ Васубандху у своїй праці «Абхідхармакоша», який згадує, що це погляд «старих вчителів» (пурвачарья). Він також присутній у Вініскаясамграхані Йогачарабхумі. У Bashyam Vasubandhu пов'язує теорію Sautrantika про насіння з поняттям прихованих забруднень або anusaya:
Саутрантики визначають анусаї як клеші в стані насіння і кажуть, що вони не є окремими драв'ями (субстанціями). Анусаї дрімають, тобто не актуалізуються, тоді як пар'явастхани (активні забруднення) прокидаються.
Схожим чином Ньяянусара Сангхабгхадра стверджує, що теорія мала різні терміни для позначення «насіння»:
Є певні майстри, які дають різні назви цим насінинам, кожен відповідно до свого розуміння. Деякі називають їх допоміжними елементами (анудгхату), інші називають їх враженнями (васана); ще інші називають їх здатністю (samarthya), незникненням (avipranasa) або накопиченням (upacaya).
Ця теорія значно розширена у вченнях школи буддизму Йогачара, що стосуються лише свідомості. Відповідно до цієї теорії, усі переживання та дії породжують біджу як враження, що зберігаються в свідомості — алая (сховище). Зовнішній світ створюється, коли насіння «парфумує» цю свідомість.

## У тантрі
У буддизмі Ваджраяни та індуїзмі термін біджа використовується для містичних «початкових складів», що містяться в мантрах. Це насіння не має точного значення, але вважається, що воно пов'язано з духовними принципами. Найвідомішим складом біджа є Ом, який вперше зустрічається в індуїстських писаннях Упанішадах.
Ханна (2003: стор. 21) пов'язує мантри та янтри з мислеформами :
Мантри, санскритські склади, написані на янтрах, за змістом, є «думоформами», що представляють божества або космічні сили, які впливають за допомогою звукових вібрацій.— 
У деяких тантричних традиціях Біджа «Варнамала» (санскрит; англійська: «гірлянда літер»; яку можна перекласти як алфавіт) розуміють як аніконічні уявлення та звукові втілення матрик (групи богинь).
У тибетському буддизмі початковими складами, що відповідають трикаї, є: білий oṃ (просвітлене тіло), червоний āḥ (просвітлена мова) і синій hūṃ (просвітлений розум).
У тибетській традиції Бон це трохи інакше: білий āḥ, червоний oṃ і синій hūṃ .
Біджі часто є засобом езотеричної передачі терми до «tertön» (тибетська; англійська: «викривач терми»), наприклад, яку пережив Дуджом Лінгпа.

## Міжкультурні кореляти
Гуруварі, корінні австралійські народи є цікавим міжкультурним корелятом і може бути спорідненим.  Див. також gankyil традиції Ваджраяни, яка є спорідненою з bindu. У поважній роботі, опублікованій в Aboriginal Men of High Degree, А. П. Елкін цитує те, що на його професійну думку, є доказом того, що торговці з Індонезії принесли швидкоплинний контакт буддизму та індуїзму в райони поблизу сучасного Дампіра. Традиції Мантраяни також були очевидні в Індонезії, наприклад Канді Сукух. І саме в традиціях езотеричної передачі ваджраяни та мантраяни біджа має перевагу. Дійсно, біджа визначає мантраяну. Елкін інтерпретував зв'язок між культурою корінного населення Австралії та буддистськими ідеями, такими як реінкарнація. Він стверджував, що цей зв'язок міг бути встановлений через контакт із Макаськими торговцями. Були також припущення через повідомлення про появу китайських реліквій у північній Австралії, що датуються 15-м століттям, хоча, можливо, вони були привезені набагато пізніше через торгівлю, а не через раніші дослідження. Елкін навів мовну спільність певних корінних слів і лексичних одиниць далекої північної Австралії та стародавніх південноіндійських дравідійських мов. Існують також задокументовані аналоги та помітні подібності в їхніх системах споріднення.